# Pornografia feminista
A pornografia feminista é um gênero de filme desenvolvido por ou para aqueles dedicados à igualdade de gênero. Foi criado com o propósito de encorajar as pessoas na busca da liberdade através da sexualidade, igualdade e prazer.

## História

### Origens teóricas (c. 1975–1983)
De meados da década de 1970 até 1983, foi principalmente uma discussão teórica entre feministas (incluindo alguns homens feministas auto-identificados) se fazer pornografia feminista era mesmo possível. Algumas feministas, mais tarde conhecidas como feministas sexo-positivo, argumentaram que era, mas ainda tinha que ser feito, às vezes dando um esboço de como deveria ou seria (por exemplo, o enredo de Ann Garry em 1983). Outros no meio disseram que pode ser possível, mas ainda não viram nenhum exemplo disso (1981). Um terceiro grupo, as feministas anti-pornografia, sustentaram ao longo da década de 1980 que era em princípio impossível, porque 'a pornografia feminista é uma contradição em termos' ou 'um oxymoron', e que tudo o que fosse feminista, mas parecesse pornográfico, deveria ser rotulado de 'erótico' A feminista Gloria Steinem discutiu como a pornografia promoveu dinâmicas de poder desiguais, enquanto o erotismo representa o sexo como uma expressão positiva da sexualidade. Embora alguns deles, como Andrea Dworkin, afirmassem que mesmo 'erotismo' era muito parecido com pornografia para ser considerado feminista.
A maioria dos debates feministas sobre a pornografia foi iniciada por eventos como a apresentação do filme Snuff, em 1976, em que uma mulher foi mostrada sendo mutilada para satisfação sexual do público. Duas das primeiras feministas americanas a sugerir o desenvolvimento da pornografia feminista foram Deb Friedman e Lois Yankowski (membros da Feminist Alliance Against Rape) em um artigo de 1976 na Quest: A Feminist Quarterly. Alegando que a opressão e violência contra as mulheres retratadas na pornografia tinha ido longe demais (citando a recente controvérsia em torno do Snuff), mas considerando que a censura pode não ser a tática adequada para lidar com isso, eles escreveram:
| “                                                                                               | Finalmente, há a possibilidade de desenvolver nossa própria "pornografia feminista", ou seja, erotismo não sexista. Estabelecemos algumas diretrizes para determinar quais formas de sexo explícito devem ser retratadas como alternativas à violência e ao sadomasoquismo atuais. Embora possa parecer absurdo, desenvolver pornografia feminista ajudaria a demonstrar quais poderiam ser algumas dessas alternativas. | ” |
| — Deb Friedman & Lois Yankowski, "Snuffing Sexual Violence" (1976), Quest: A Feminist Quarterly | |   |

O ensaio de Friedman-Yankowski tornou-se muito popular e foi amplamente reimpresso. Por outro lado, acreditando erroneamente que suas cenas de tortura erotizada eram reais, Andrea Dworkin organizou vigílias noturnas nos locais onde o filme estava sendo exibido. Ela se tornou a principal teórica da campanha anti-pornografia dos EUA. Feministas conhecidas, incluindo Susan Brownmiller e Gloria Steinem, juntaram-se a ela para estabelecer o grupo de campanha Mulheres Contra a Pornografia. A campanha anti-pornografia aumentou com as marchas Take Back the Night em locais como Times Square, que continha livrarias 'adultas', casas de massagem (um eufemismo para bordel) e clubes de strip-tease. Dworkin e outras feministas organizaram conferências e palestras, exibindo apresentações de slides com pornografia hard e softcore para grupos de conscientização das mulheres.

### Ascensão da pornografia feminista (1984–1990)

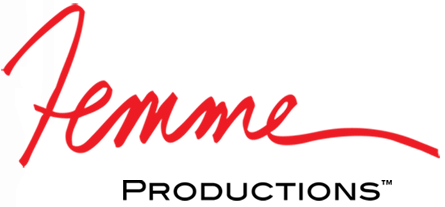
A Femme Productions foi fundada por Candida Royalle em 1984

Nos Estados Unidos, a produção de pornografia explicitamente feminista começou em 1984, iniciada por dois grupos formados independentemente. Insatisfeita com o trabalho no pornô centrado no homem, Candida Royalle fundou seu próprio estúdio de filmes para adultos Femme Productions e contratou artistas do grupo de apoio às atrizes pornô 'Club 90', que surgiu em 1983, quando começaram a falar informalmente sobre o que queriam mudar na indústria. Separadamente, em reação à Portaria Dworkin-MacKinnon de 1983, as feministas lésbicas fundaram a revista sexualmente positiva On Our Backs. Isso foi uma reação à revista feminista off our backs, que vinha fazendo campanha para banir a pornografia nos anos anteriores, e On Our Backs começou a produzir vídeos eróticos no ano seguinte sob a liderança de Susie Bright. Outros, incluindo Annie Sprinkle, seguiram nos anos seguintes, e em 1990 um pequeno grupo de pornógrafos feministas, alguns deles unidos no Club 90 de Manhattan, puderam ser distinguidos. Entre 1984 e 1990, feministas sexo-positivo afirmaram que essas diretoras e produtoras tornaram a pornografia feminista uma realidade, referindo-se cada vez mais a seus trabalhos como exemplos disso. Feministas anti-pornografia permaneceram inflexíveis em sua oposição, alegando que essas produções ou ainda seguiam os padrões da pornografia 'mainstream' ou 'dominada por homens', ou eram de fato erotismo, um gênero legítimo que era separado da pornografia.
Enquanto isso, na Europa, feministas como Monika Treut (Alemanha), Cleo Uebelmann (Suíça), Krista Beinstein (Alemanha e Áustria) e Della Grace (Inglaterra) começaram a usar pornografia e filmes sexualmente explícitos para explorar temas como prazer feminino, BDSM, papéis de gênero e desejo queer.:23

### Desenvolvimento inicial da indústria (1990–2005)
Os sucessos de Royalle e Hartley causaram impacto na indústria adulta mainstream na década de 1990, levando grandes estúdios dos EUA, como Vivid, VCA e Wicked, a também fazer pornografia para casais, além de desenvolver 'uma fórmula de pornô romântico com enredo e valores de produção elevados.':13
Em 1997, a empresa dinamarquesa Zentropa se tornou a primeira produtora de filmes mainstream do mundo a fazer pornografia explícita, sob sua subsidiária Puzzy Power, voltada para o público feminino. No ano seguinte, a Zentropa publicou o Puzzy Power Manifesto, que estabeleceu diretrizes para a criação de pornografia para mulheres, semelhantes aos padrões estabelecidos por Royalle.:23
Nos anos 1990 e início dos anos 2000, muitas feministas perceberam Dworkin e suas perspectivas anti-pornografia como excessivamente polarizadas e anti-sexo. Feministas continuaram a debater até que ponto a pornografia é prejudicial às mulheres. Algumas feministas enfatizaram a forma como o cibersexo encoraja seus participantes a brincar com a identidade, pois os usuários podem assumir diversas características (por exemplo, gênero, idade, sexualidade, raça e exterior físico). Eles apontam uma série de outros benefícios das novas tecnologias, como acesso aprimorado à educação sexual e sexo 'seguro', e oportunidades para mulheres e minorias fazerem contato e fabricarem e alocarem suas próprias representações.